# Tom Stallard
Thomas Alexander "Tom" Stallard (født 11. september 1978 i London, England) er en engelsk tidligere roer.
Stallard vandt sølv for Storbritannien ved OL 2008 i Beijing i disciplinen otter. Alex Partridge, Tom Lucy, Richard Egington, Josh West, Alastair Heathcote, Matt Langridge, Colin Smith og styrmand Acer Nethercott udgjorde resten af besætningen. Der deltog otte både i konkurrencen, hvor Canada vandt guld, mens USA sikrede sig bronzemedaljerne. Han deltog også ved OL 2004 i Beijing, igen som del af briternes otter.
Stallard vandt desuden en VM-guldmedalje i 2002 i disciplinen firer med styrmand.

## OL-medaljer
- 2008:  Sølv i otter